# Ellen Becker
Ellen Becker, född den 3 augusti 1960 i Duisburg i Tyskland, är en västtysk roddare.
Hon tog OS-brons i tvåa utan styrman i samband med de olympiska roddtävlingarna 1984 i Los Angeles.